# Toponymie de la république de Carélie

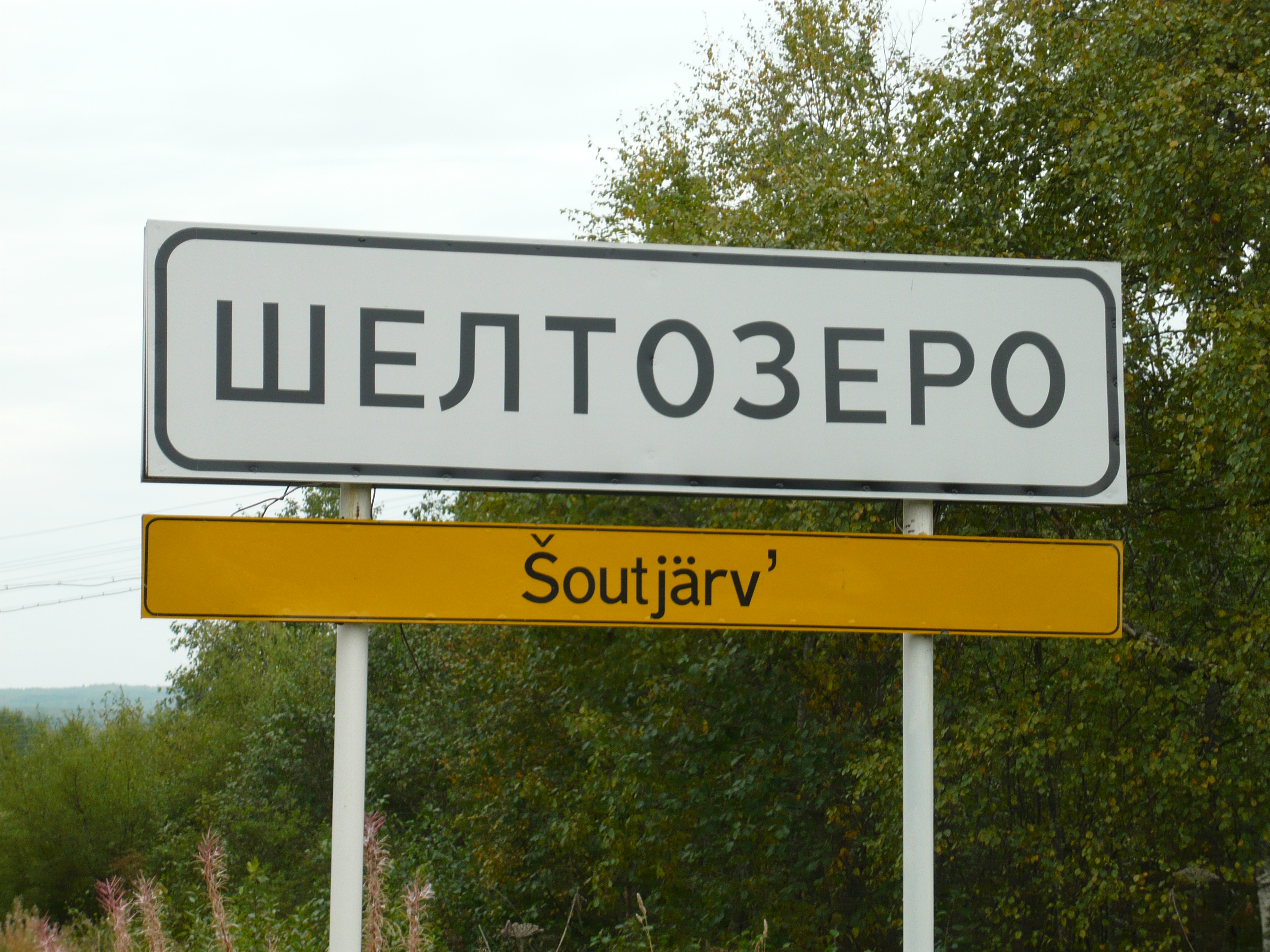
Panneau routier bilingue russe et carélien à Chioltozero.

La toponymie de  la république de Carélie est l'ensemble des noms de lieux situés dans la république de Carélie, un sujet de la fédération de Russie. La toponymie en tant que domaine des sciences humaines qui étudie les mécanismes d'apparition et de fonctionnement des noms géographiques s'est développé en Carélie depuis les années 1930 sur la base du secteur linguistique  et du centre onomastique  de l'Institut de Langue, littérature et histoire du Centre scientifique carélien de l'Académie des sciences de Russie.

## Histoire
Dans la répartition toponymique de la Russie, la Carélie se distingue comme une région indépendante, où le fond toponymique est formé de noms caréliens.
La toponymie de la Carélie s'est développée principalement au cours du IIe millénaire, il distingue les couches historiques sami, balto:finnoises (carélien et vepse) et russe. Dans les régions occidentales de la Carélie, qui ont été transférées à l'URSS après la guerre de Continuation (1941:1944), de nombreux noms de lieux finnois traditionnels ont été préservés. Les toponymes les plus anciens de Carélie sont d'origine sami et sont répartis sur tout le territoire,.
Les zones des toponymes caréliens et vepses reflètent les étapes de colonisation, au sein de la piatine médiévale de l'Onega, des Caréliens de la région du Ladoga à la région de l'Onega et à la région de la mer Blanche, ainsi que les chemins et les étapes de l'avancée de la région du Ladoga de vepses de la région du Ladoga jusqu'aux frontières orientales de la Carélie. 
Dans la toponymie russe, il existe des noms qui reflètent le développement du territoire de la terre Korelski par la République de Novgorod, qui s'est étendu le long de la rivière Svir jusqu'à la région du lac Onega et plus loin jusqu'à la côte de la mer Blanche. Plus tard, lors de la compilation des livres de scribe de la piatine de l'Onega, un grand nombre de noms de lieux russes sont nés des noms sami, carélien et vepse à la suite de la traduction directe du nom en russe ou de l'utilisation d'une transcription pratique de la signification peu claire du nom du lieu en fonction de la similitude sonore,,.

## Toponymes
Parmi les racines les plus courantes, il y a : 
- Jarvi : lac
- Joki, jogi, d'jgj : rivière
- Koski : rapides, cascade
- Ladvu : pic, couronne, cours supérieur (d'une rivière)
- Lampi, lambi : petite forêt lac stagnant (lambushka)
- Lahti, laksi : baie
- Maki, magi : montagne
- Niemi : cap, cascade
- Oja : ruisseau
- Saari, suar, suor : île
- Salmi : détroit
- Selka, selga : colline, crête
- Suo : marais
- Surrja : bord, littoral, crête, côte
- Vaara : montagne, colline